# Jacques Chaban-Delmas híd

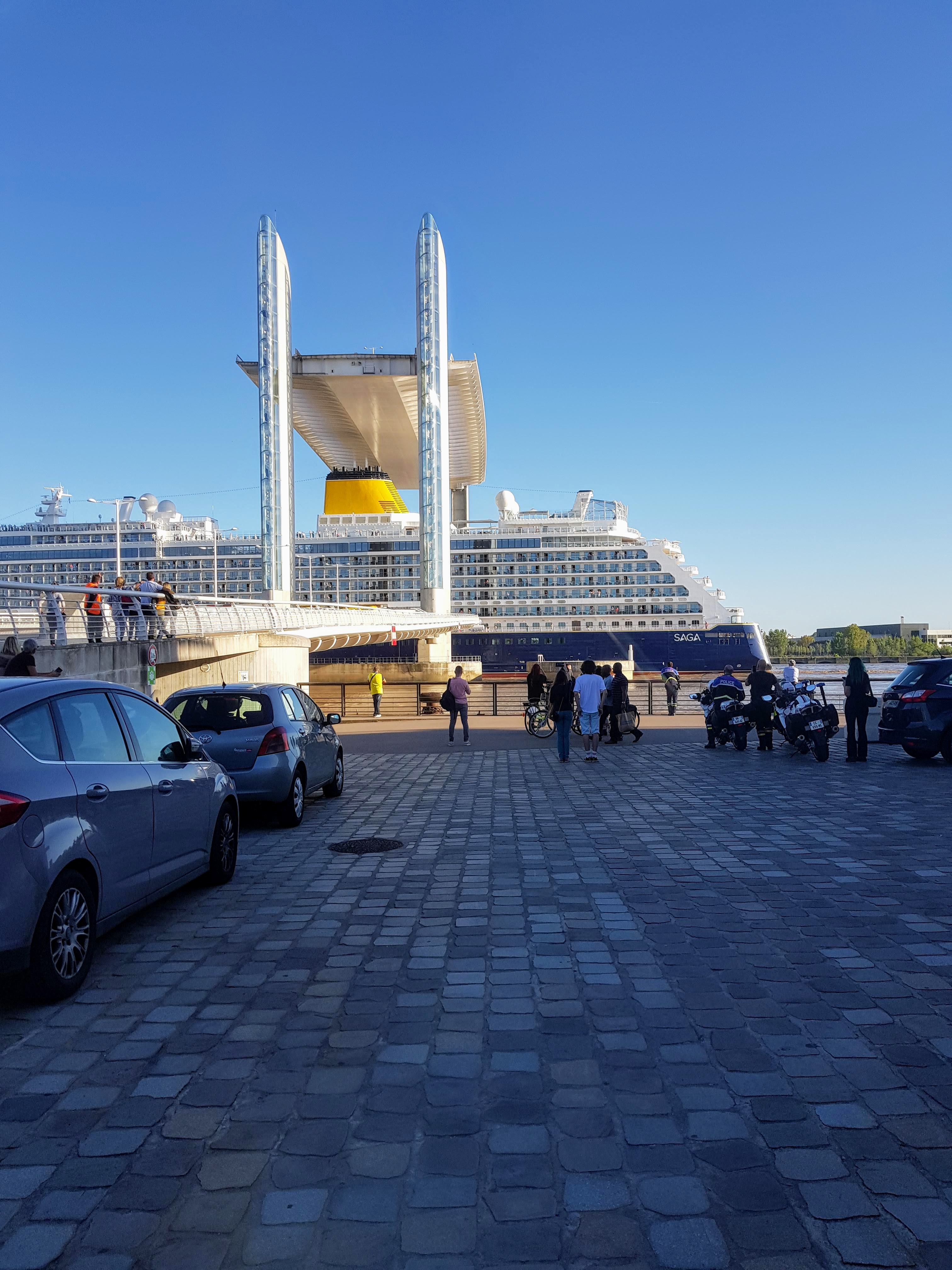
Hajó halad át a felnyitott híd alatt

A Jacques Chaban-Delmas híd Bordeaux-ban, a Garonne-on átívelő felvonóhíd a Pont de Pierre és a Pont d'Aquitaine (Aquitania híd) között. A rue Lucien-Faure meghosszabbításában, a Quai de Bacalan és a Quai de Brazza között, a La Bastide-tól északra található, ezért eredeti neve Bacalan-Bastide híd volt. Bordeaux város tanácsa 2012. október 22-én úgy döntött, hogy a hidat Jacques Chaban-Delmasról, Bordeaux korábbi polgármesteréről és az ország későbbi miniszterelnökéről nevezi el.
A munkálatok 2009 októbere és 2012 decemberének vége között zajlottak. A szerkezetet két nappal az avatás után, 2013. március 18-án, hétfőn adták át a forgalomnak. A szerkezet üzemeltetéséért és karbantartásáért az Eiffage felel.

## Forgalom
A híd pozitív hatással volt a bordeaux-i közlekedés fejlődésére, mind a vízi, mind a közúti közlekedésre. 2016-ban naponta valamivel több mint 25 000 jármű használta a hidat. Emellett naponta átlagosan 1500 kerékpáros is közlekedik rajta.
2015-ben 56 hajó áthaladását regisztrálták a szerkezet alatt (2014-ben 43, 2013-ban pedig 39 volt). Ez a megnövekedett folyami forgalom 94 manővert generált (szemben a 2013-as 74 és a 2014-es 75 manőverrel).
Az új szárazföldi útvonal megépítése 28%-kal csökkentette a város kőhídjának forgalmát.